# История Аджарии
История Аджарии — история грузинской автономной республики Аджария.

## Древняя и средневековая Аджария

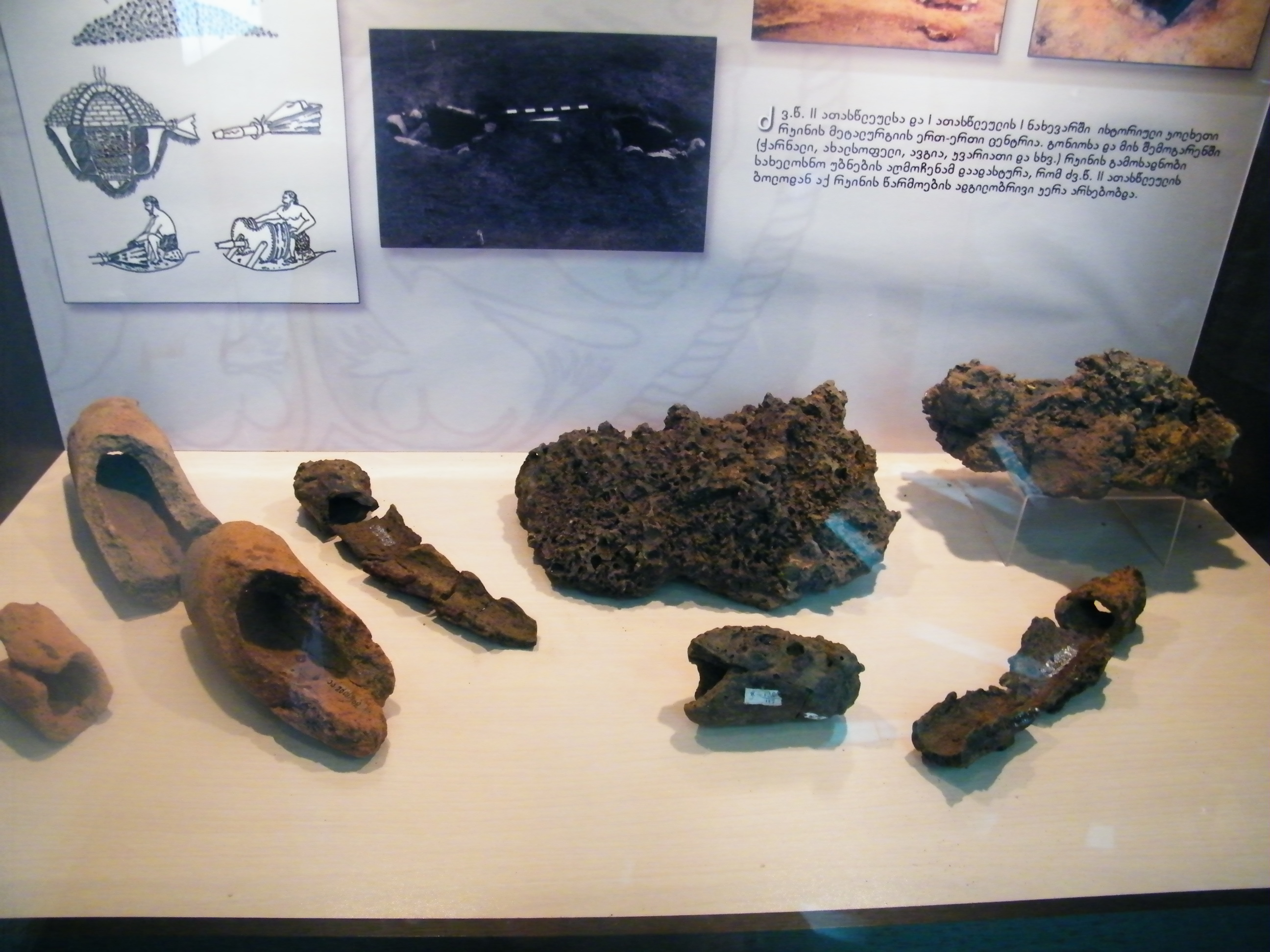
Артефакты колхидской культуры в музее Гонио.

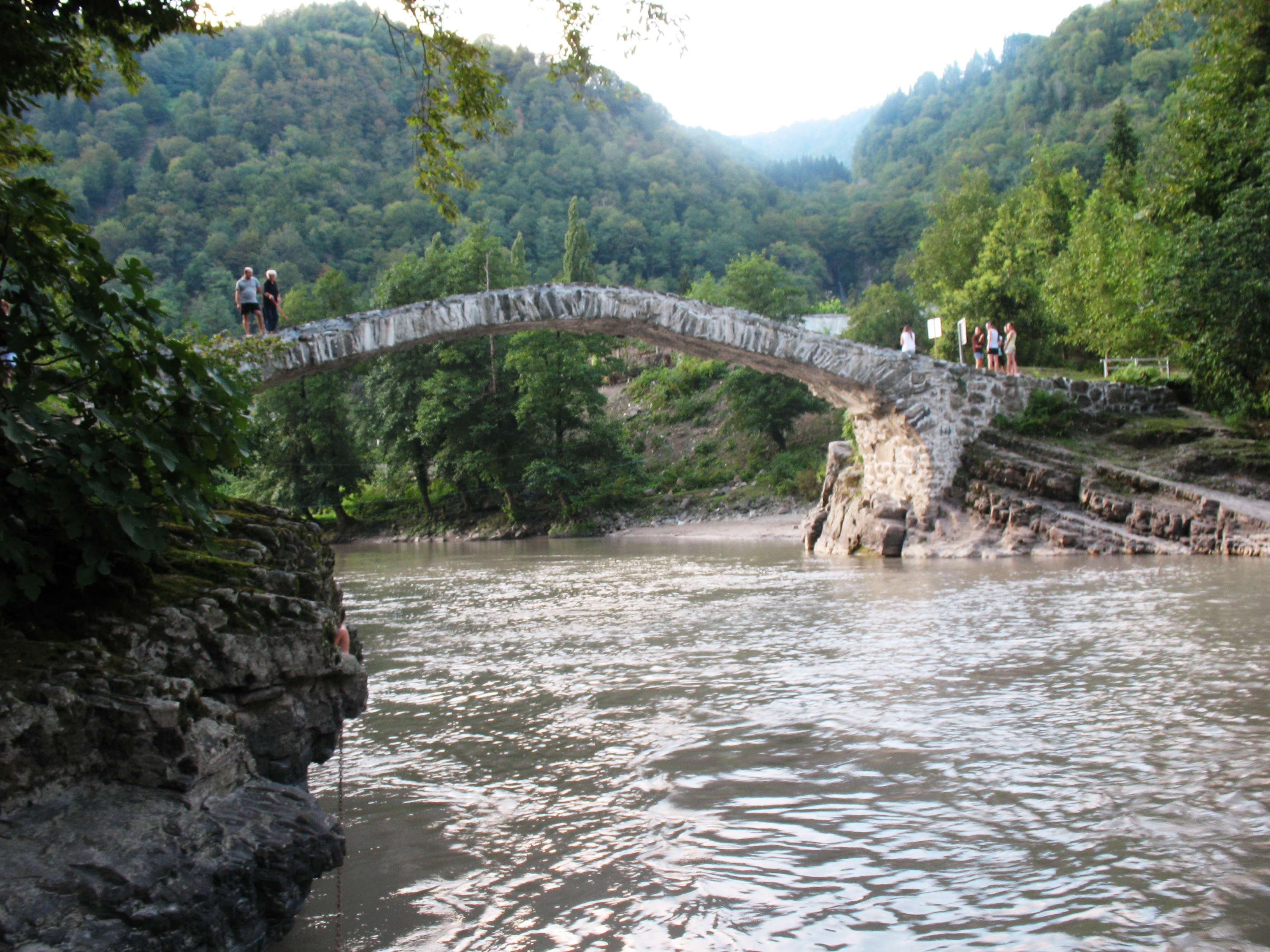
Средневековый арочный мост в Махунцети.

Археологи говорят, что эта территория была заселена с эпохи неолита. С древних времен населенная грузинским племенем мосхов, территория Аджарии была провинцией Колхида с VII по III века до н. э. Часть территории образовала княжество (эриставство) в Иберийское королевство в конце IV века до нашей эры. Колонизированная греческими купцами в V и IV веках до нашей эры, прибрежная Аджария позже попала под власть Рима. Батус (современный Батуми) и Арсарос (современный Гонио) были ключевыми городами и крепостями в то время. Археологические раскопки обнаружили руины богатого древнего города в Пичвнари недалеко от нынешнего города Кобулети. Во II веке нашей эры Батус был важной военной базой для римских легионов. Апсарос славился своим театром.
Раннее появление христианства в Аджарии связывали с именами Андрея Первозванного, святого Симона Кананита и Мататы. Апостол Матфий, как говорят, похоронен в крепости Гонио недалеко от Батуми.
Во II веке нашей эры Аджария была включена в состав царства Лазики. Ключевая крепость провинции Петра (Цихисдзири) служила полем битвы во время Лазской войны между Византией и персами в 542–562 годах.
В IX веке регион был разделен на две части: Тао-Кларджети и Абхазское царство.
В XI веке Аджария стала частью единого Грузинское царство и управлялась правителями Самцхе-Джавахети. Регион был разорен сельджуками в XI веке и монголами в XIII веке. После распада грузинской монархии и последующих внутренних войн Аджария переходила из рук в руки, пока в 1535 году не стала частью княжества Гурия. Генуэзцы основали в то время в укреплённом городе Гонио одну из своих торговых «фабрик».

## Аджария под властью Османской империи

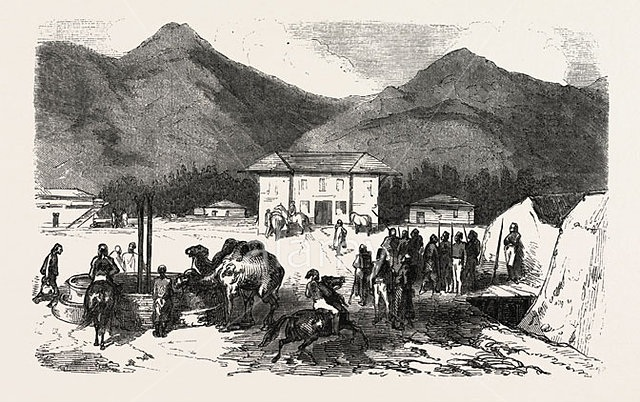
Османский военный лагерь в Батуме во время Крымской войны в 1855 году.

В 1547 году османы совершили набег на провинцию и захватили Батуми. Освобожденный принцем Ростомом Гуриели из Гурии в 1564 году, регион снова попал под турецкое владычество в 1582 году. В 1609 году принц Мамиа Гуриели временно освободил Батуми. Однако Гурия уступила провинцию османам в 1614 году. Территория была разделена на два санджака и подчинена паше Чилдира (Ахалцихе). Часть аджарцев бежала в другие регионы Грузии. Те, кто остались, были обращены в ислам. Османы практически не контролировали Аджарию и местную мусульманскую грузинскую знать, такую как Химшиашвили. Они управляли как полуавтономные беи, пока централизующие реформы османского правительства танзимат не устранили их. К 1850 году этот регион стал ближе к империи. Усилиям «танзиматов» противостояли как дворянство, которое возмущалось потерей своих привилегий, так и крестьянство, которое выступало против недавно установленных налогов и призыва в регулярную османскую армию. В 1840-х годах Порте пришлось задействовать значительные силы соседних пашаликов для подавления восстания Кор-Хусейн-бека (Химшиашвили). Кор-Хусейн-бей восставал трижды — в 1840, 1844 и 1846 годах; каждый раз он терпел поражение и в конце концов отправлялся в плен в Константинополь. Среди восставших был Хасан Хасби, посланный в 1845 году кавказцем имамом Шамилем в Аджарию для набора добровольцев для борьбы с вторжением русских в Дагестан. После подавления Аджарского восстания ему удалось бежать.
Во время Крымской войны 1853–1856 годов и Русско-турецкой войны 1877–1878 годов тысячи аджарцев были завербованы в Османскую армию. Во время войны 1877–1878 годов Батуми защищали 25-тысячная османская армия под командованием Дервиш-паши, а также османские военные корабли, курсирующие у побережья Черного моря. Русские направили в Кобулети 12-тысячный отряд под командованием генерал-лейтенанта Оклобжио, но он не добился больших успехов на протяжении всего конфликта. Он смог выбить турок с высот Муха-Эстейт 14 апреля 1877 года и закрепиться там до 15 ноября. Единственная попытка наступления Оклобжио была сорвана османами во время столкновений у Цихисдзири и холмов Самеба 11–12 июня. В ноябре падение Карса и отступление войск Дервиш-паши к Батуму в сочетании с наступлением Ардаханского отряда генерала Комарова на Батуми позволили Оклобжио отвоевать позиции, но атака на Цихисдзири 18 января 1878 года потерпела неудачу. Затем последовало прекращение огня, положившее конец российским операциям против Батуми.

## Аджария под властью России

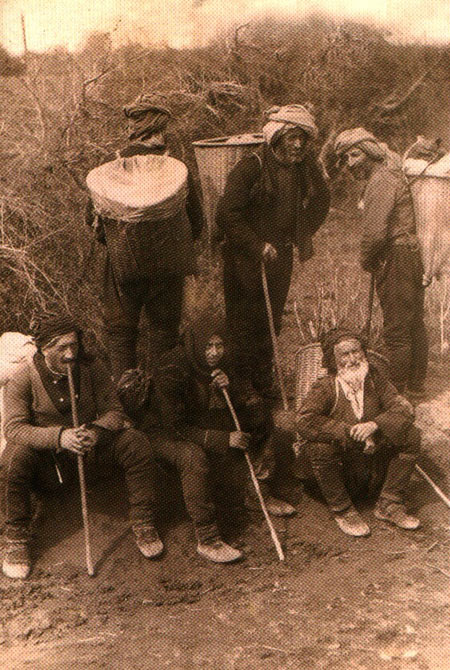
Аджарские крестьяне в 1900-х годах.

Османы передали Аджарию (называемую Аджаристаном под властью Турции) Российской империи 3 марта 1878 года. Тысячи мусульман бежали из региона в поисках убежища в Турцию в иммиграционном процессе под названием Мухаджироба. Финансируемая османами террористическая организация, известная как «Мстители», пыталась убивать российских офицеров и чиновников, а также аджарцев, которые сотрудничали с имперским присутствием. Тем не менее, многие аджарцы были лояльны к России, поскольку они нашли лучшую возможность воссоединиться с другими грузинами.
Берлинский конгресс 1878 года объявил региональную столицу Батуми порто-франко или свободным портом. К концу 1880-х годов город стал важным морским портом и промышленным городом. На рубеже 20-го века Батуми был связан с нефтяными месторождениями Баку одним из первых трубопроводов (нефтепровод Баку — Батуми) и железной дорогой, и стал одним из самых важных портов в мире. 22 июня 1892 года огромный танкер «Маркус» отправился Батуми в Бангкок, Таиланд, став первым нефтяным танкером, прошедшим через Суэцкий канал.
Этот регион (который при России назывался Батумской областью) стал свидетелем многочисленных забастовок и кровавых репрессий во время русской революции 1905 - 1907 года.
Во время Первой мировой войны аджарские мухаджиры (эмигранты в Турцию) сформировали дивизию в турецкой армии. После эвакуации русских войск после прекращения огня 18 декабря 1917 года 37-я Османская Кавказская дивизия вошла в Батуми 14 апреля 1918 года.
В 1915 году, в ходе продолжающейся война против Османской империи, российская администрация начала процесс депортации «упорных» подданных русских мусульман из Батумского региона во внутренние российские провинции, вызвав протесты со стороны грузинской интеллигенции. Вскоре после этого грузинские депутаты в российской Думе заявили, что депортируемые мусульмане были не турками, а аджарцами, которые были «грузинами, несмотря на свою мусульманскую религию, и, следовательно, лояльными русским». В результате их протестов Великий князь Георгий Михайлович возглавил расследование, которое закончило свой объёмный отчёт выводом о том, что аджарцы не враждебны российскому режиму. Он обвинил казаков и армян в утверждениях о нелояльности Аджарии и обвинил их в подстрекательстве к ожесточённой конфронтации с местными мусульманами. В конце концов Великий князь Николай Николаевич встретился с аджарскими лидерами и даже наградил их за их верность. Только после русской революции 1917 года, 26 января 1918 года, расследование предполагаемой измены Аджарии было закрыто.

## Британская оккупация

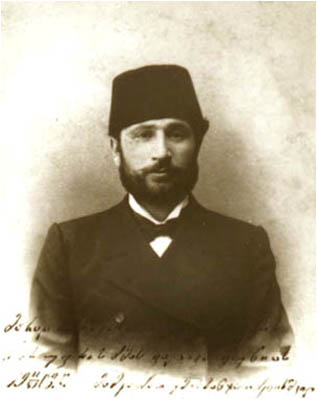
Мемед Абашидзе, лидер Меджлиса Аджарии.

12 января 1919 года британские экспедиционные силы высадились в Батуми, чтобы заменить турецкие войска. Совет по Батумскому региону, возглавляемый российской партией кадетов, был создан для управления Аджарией в качестве временной власти с 21 декабря 1918 года по 28 апреля 1919 года. Комитет освобождения мусульманской Грузии, во главе с Мемедом Абашидзе и Гейдаром Абашидзе неоднократно говорили об установлении автономии на религиозных принципах в границах Грузии. Для достижения этой цели 13 сентября 1919 года в Батуми был созван прототип парламента — Меджлис. Хотя фракция Абашидзе решительно выступала за союз с Грузией, стремление к автономии было сильным даже среди прогрузинских аджарцев. Другая, менее многочисленная группа пропагандировала протурецкие и пан-турецкие идеи.
15 августа 1919 года начался вывод британских войск с Кавказа. Штаб дивизии в Батуми уехал в Константинополь, передав его военному губернатору Батуми Джеймсу Куку-Коллису. 4 марта 1920 года Кук-Коллис был назначен командующим межсоюзническими силами в Батуме. Эти силы были выведены из Батуми 14 июля 1920 года.

## Аджария в Грузинской Демократической Республике
Британская администрация уступила регион Грузии 20 июля 1920 года. Большевики и российские агенты организовали серию диверсий и террористических актов. Администрация демократической Грузии приняла идею автономии Аджарии, хотя она была реализована только при советской власти.
Во время советского вторжения в Грузию турецкие войска оккупировали Батуми 11 марта 1921 года и удерживали город, пока не были изгнаны грузинскими войсками под командованием генерала Георгия Мазниашвили 18 марта 1921 года. На следующий день в Батуми была объявлена советская власть. Турция признала этот регион частью Грузинской ССР по советско-турецкому Карсскому договору от 16 марта 1921 года.

## Аджария при советской власти
Советское правительство провозгласило Автономную Социалистическую Советскую Республику Аджаристан 16 июля 1921 года. Турция уступила регион большевикам при условии, что ему будет предоставлена автономия, ради мусульман среди смешанного населения Аджарии. Считается также, что Москва хотела избежать передачи Грузии полного контроля над важным черноморским портом Батуми и поддержать коммунистические наклонности среди этнических грузин-мусульман, проживающих в Турции. При Иосифе Сталине ислам, как и христианство, подвергался репрессиям.
В апреле 1929 года мусульманские жители горной Аджарии подняли оружие против принудительной коллективизации и религиозных преследований. Были призваны советские войска, и восстание было быстро подавлено. Тысячи аджарцев были депортированы из республики.
5 декабря 1936 года она была переименована в Аджарскую Автономную Советскую Социалистическую Республику.
В декабре 1990 года преобразована в Аджарскую Автономную республику.

## Аджария при Аслане Абашидзе

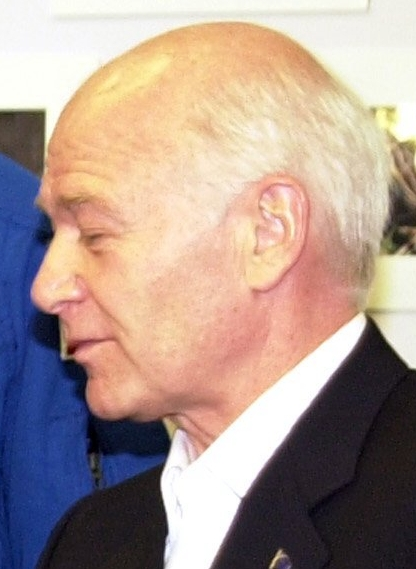
Аслан Абашидзе правил Аджарией с 1991 года до своего свержения в 2004 году..

Флаг Аджарии с 2000 по 2004 год.

После первых демократических парламентских и президентских выборов в Грузии президент Звиад Гамсахурдиа назначил Аслана Абашидзе главой Верховного совета Аджарии 15 марта 1991 года в надежде, что последний поможет в отмене автономного статуса региона. Однако, когда Гамсахурдиа предложил упразднить автономию Аджарии, Абашидзе призвал аджарцев, особенно мусульман региона, подняться в знак протеста. Возникла напряжённость в отношениях с центральными властями Грузии. 22 апреля 1991 года поддерживающие Абашидзе протестующие штурмовали административные здания в центре Батуми, требуя немедленной отставки нескольких должностных лиц. Акции протеста были эффективно использованы Абашидзе для создания собственной опоры в регионе. Гамсахурдиа, столкнувшись с серьёзными внутренними проблемами уже в Тбилиси, предпочел не вмешиваться в аджарские события. В суматохе Нодар Имнадзе, заместитель председателя Верховного Совета Абашидзе и самый высокопоставленный сторонник Гамсахурдиа в Аджарии, был убит при весьма спорных обстоятельствах. По версии Батуми, Имнадзе застрелили охранники при попытке ворваться в кабинет Абашидзе с пистолетом в руках. СМИ, контролируемые Тбилиси, просто напечатали некрологи без указания фактов. Однако было много заявлений о том, что Имнадзе был убит самим Абашидзе во время ссоры в офисе.
Под жестким контролем Абашидзе над автономией Аджария пользовалась относительной политической стабильностью и экономическим процветанием во время гражданской войны в Грузии. Однако большинство аджарцев оставались бедными, несмотря на большие иностранные инвестиции и многочисленные финансовые проекты. 24 октября 1997 года Аджария стала полноправным членом Ассамблеи европейских регионов.
Отношения между центральной и региональной властью были натянутыми. Руководство Аджарии часто отказывалось платить налоги в центральный бюджет. Абашидзе взял под контроль таможню, Батумский морской порт и другие стратегические объекты. Он создал свои собственные полуофициальные вооружённые формирования и полностью контролировал базирующуюся в Батуми 25-ю бригаду Минобороны Грузии.
Центральное правительство заявило, что базирующаяся в Батуми российская военная часть является опорой для аджарского лидера, и критиковало Абашидзе за его пророссийскую ориентацию.
Экс-президент Грузии Эдуард Шеварднадзе несколько раз посещал регион во время своего правления в 1992-2003 годах, пытаясь примириться с Абашидзе. Они достигли своего рода компромисса, в результате которого Аджария получила больший автономный статус. Абашидзе согласился не баллотироваться на пост президента Грузии, а Шеварднадзе позволил Абашидзе сохранить власть в Аджарии.
Партия последнего, Союз демократического возрождения Грузии, сотрудничала с правящей партией Союз граждан Грузии Шеварднадзе на парламентских выборах 1995 года, но порвала с Шеварднадзе после выборов.
Партия возрождения Абашидзе насчитывала тридцать членов в парламенте Грузии и рассматривалась как умеренная оппозиция центральному правительству в Тбилиси. После фальсификации выборов 2003 года и последовавшей за этим «революции роз» в Грузии Абашидзе назвал свержение Шеварднадзе в ноябре 2003 года «насильственным государственным переворотом».

## Аджарский кризис

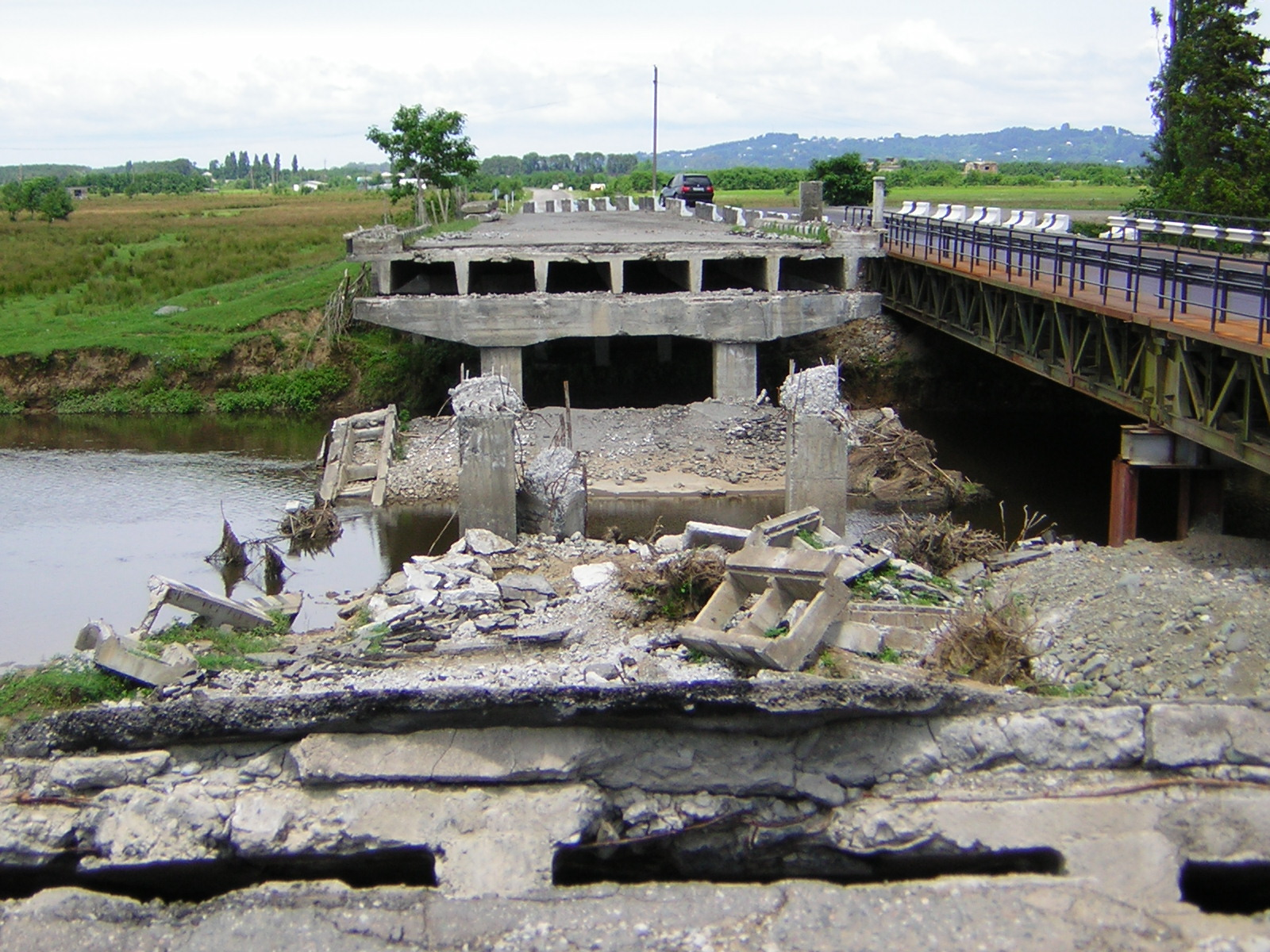
Мост Чолоки, разрушенный войсками Абашидзе в мае 2004 года.

23 ноября 2003 года, сразу после падения Шеварднадзе, Аслан Абашидзе объявил в регионе чрезвычайное положение. Тем не менее, Аджария приняла участие в президентских выборах Грузии 4 января 2004 года, на которых победил Михаил Саакашвили. Саакашвили приказал аджарскому лидеру соблюдать конституцию Грузии и начать разоружение. В мае 2004 года Абашидзе заявил, что грузинские силы готовятся к вторжению. Его войска взорвали мосты, соединяющие регион с остальной Грузией. За введением чрезвычайного положения последовал разгон местных оппозиционных демонстраций 4 мая. Это стало катализатором для ещё более крупных демонстраций позже в тот же день. Десятки тысяч со всей Аджарии направились в Батуми с требованием отставки Абашидзе. 6 мая позиция Абашидзе стала несостоятельной, когда местные протестующие взяли под контроль центральную часть Батуми, а грузинский спецназ вошел в регион и начал разоружать проабашидзевские группы. После ночных переговоров с Россией министром иностранных дел Игорем Ивановым Абашидзе подал в отставку и уехал из страны в Москву.

## Постабашидзевская эпоха

Флаг Аджарии (принят в 2004 году).

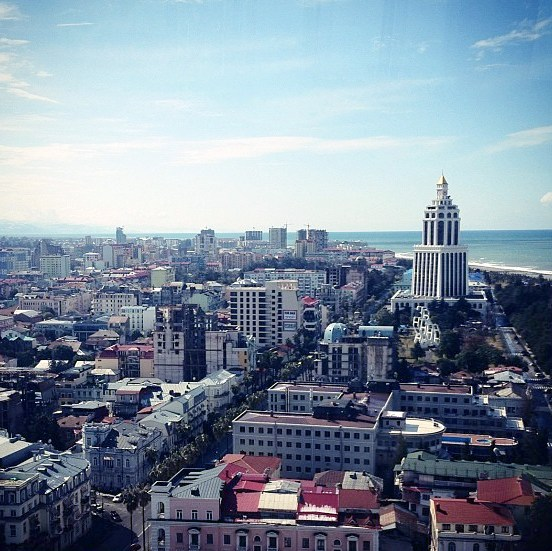
Батуми в 2012 году.

7 мая 2004 года в Аджарии было введено прямое президентское правление, и был создан Временный совет в составе 20 членов для управления Автономной Республикой до проведения новых местных выборов в регионе. Леван Варшаломидзе был назначен председателем Временного совета.
Региональные парламентские выборы прошли 20 июня. Партия «Победоносная Аджария», поддерживаемая президентом Саакашвили, получила 28 мест из 30 в местном законодательном органе. Два других места заняли бывшие союзники Саакашвили — Республиканская партия. От республиканцев поступали обвинения в фальсификации результатов голосования после того, как они получили менее 15 процентов голосов. 20 июля Верховный Совет Аджарии утвердил Левана Варшаломидзе председателем правительства автономной республики.
Региональная политика центральных и местных органов власти направлена на привлечение иностранных инвестиций в регион. С этой целью была развёрнута широкомасштабная приватизационная кампания.
Еще одной проблемой в регионе было военное присутствие России. Россия пообещала вывести свою базу на Стамбульском саммите ОБСЕ в 1999 году, и затянувшийся процесс последовавших за этим переговоров оставался источником большой напряжённости с Грузией до тех пор, пока база не была окончательно выведена к 2008 году.